# Brukiew
Brukiew, karpiel, kwaki (nazwa regionalna na Podbeskidziu) (Brassica napus L. var. napobrassica) – odmiana kapusty rzepak, roślina należąca do rodziny kapustowatych (krzyżowych). Nie rośnie dziko, występuje tylko w uprawie.

## Charakterystyka
Roślina dwuletnia. W pierwszym roku wegetacji powstaje wieniec liści odziomkowych oraz korzeń spichrzowy, a w drugim roku wegetacji pęd nasienny.

## Historia
Pierwsza drukowana wzmianka o brukwi pochodzi z roku 1620 i zawarta jest w dziele Prodomus szwajcarskiego botanika Gasparda Bauhina. Bauhin opisał ją jako roślinę dziko rosnącą w Szwecji. Przyjmuje się, jednak nie bez wątpliwości, że pochodzi ze Skandynawii lub Rosji, gdzie szeroko uprawia się ją do dziś. Poza tymi krajami, uprawiana jest również we Francji, Kanadzie. Brukiew zawitała do Anglii pod koniec XVIII wieku lub na początku XIX. Podczas II wojny światowej była ważnym składnikiem menu, wytwarzano z niej m.in. sok, również w Polsce masowo spożywana była podczas wojny.

## Zastosowanie
- Roślina uprawna. Uprawiana jest w strefach klimatów umiarkowanych i chłodnych jako warzywo i roślina pastewna.
- Kulinaria. Finowie podają ją m.in. pieczoną z daniami mięsnymi (np. jako wypełniacz z mięsem mielonym), zmieszaną z purée ziemniaczanym, jako główny wzmacniacz smaku w zupach. Rozcierana jest razem z gotowaną marchewką i z ziemniakami z dodatkiem masła oraz śmietaną lub mlekiem. Czasami dodawana jest cebula. Powstała potrawa jest w Norwegii obowiązkowym dodatkiem do wielu świątecznych potraw.
- Wartość odżywcza. Jak inne warzywa zawierające cyjanoglukozydy (maniok, kukurydza, kiełki bambusa, bataty, fasola półksiężycowata) uwalnia cyjanki przekształcane w tiocyjaniany, które hamują transport jodu w tarczycy, a w wyższych dawkach współzawodniczą z jodem w procesie jego wbudowywania w związki organiczne. Kiedy w diecie zachodzi brak równowagi jodu spowodowany nadmiernym spożyciem tiocyjanianów, możliwy jest rozwój niedoczynności tarczycy i wystąpienie wola. Karpiel jest jednym z warzyw, których nadmierne spożywanie może prowadzić do niedoczynności tarczycy[9][10][11][12][13]. Nie ma doniesień o szkodliwych efektach u ludzi wskutek spożycia glukozynolanów, innych związków odpowiedzialnych za gorzki smak brukwi. Ich zawartość w warzywach kapustnych szacuje się na około jeden procent suchej masy[14].
- W drugim roku, gdy kwitnie, stanowi ważną roślinę miododajną.

## Uprawa
MTN – 1,5-4 g, kwiatostan – grono, owoc – łuszczyna.
Nawożenie: 35-40 Mg/ha obornika, nawożenie mineralne – azot N 180 kg/ha, fosfor P2O5 – 70 kg/ha, potas K2O – 120-180 kg/ha; wysiew 2-3 kg/ha. Siana w Polsce w kwietniu na głębokości  – 1-1,5 cm.